# Višnjevo (Czarnogóra)
Višnjevo (cyr. Вишњево) – wieś w Czarnogórze, w gminie Gusinje. W 2011 roku liczyła 64 mieszkańców.